# Polystichum fengshanense
Polystichum fengshanense är en träjonväxtart som beskrevs av L.B.Zhang och H.He. Polystichum fengshanense ingår i släktet Polystichum och familjen Dryopteridaceae. Inga underarter finns listade.